# Juan José Camisón
Juan José Camisón Fernández (Torre de Don Miguel, Cáceres, 1949) también conocido como JUAN KAM es un filólogo y escritor extremeño.

## Biografía
Nació en Torre de Don Miguel en 1949. Sus primeros estudios fueron en Fuente de Cantos y Cáceres. Cursó filología francesa e inglesa en la Universidad de Salamanca, obteniendo la licenciatura y trabajando cumo lector en Niza. A continuación, fue profesor de  Lengua y Literatura Francesa en la Facultad de Formación del Profesorado en la Universidad de Extremadura.
Como filólogo tiene escrito en los "Cuadernos de Filología Francesa" los artículos sobre Santa Eulália Santa Eulalia de Mérida en una cantilena francesa del siglo IX (2004) y La cantiléne de Sainte Eulalie (2006).
En su labor sobre la cultura extremeña ha escrito y participado en algunos trabajos como Guijo de Granadilla, 100 años de imágenes (2007) donde se incluye un texto en extremeño titulado Cosas d’enantis o el artículo El Capazo en Fiestas para viajar y conocer (2008). Poemas suyos figueran también en la antología Iberia polyglotta (2006). 
De especial interés es su Manifiesto sobre el extremeño, que leyó en el I Congreso sobre el extremeño en Calzadilla (2002). Está preparando el diccionario Diccionario extremeño de la Sierra de Gata. Todas sus obras pueden verse en su página web. Ha sido incluido en la "Primera Antología de Poesía Extremeña: de Gabriel y Galán a Juan José Camisón" de Luis Martínez Terrón. 
Ha sido publicado por el Departamento de Filología Románica de la Universidad de Extremadura, en CUADERNOS DE FILOLOGÍA FRANCESA. Ha sido publicado por la Real Academia de Extremadura de las Letras y las Artes, en ARS ET SAPIENTIA. Ha sido publicado por la Universidad Autónoma de México en LA POESÍA DEL ENCUENTRO (2013), en el que figuran poetas de todo el mundo que escriben en lenguas a punto de desaparecer. Ha sido traducido a más de 30 idiomas (ver PER VERSUM).

## Obra
Autor bilingüe, tiene escritas abundantes obras tanto en castellano como en extremeño. 
En castellano son las obras:
- El corazón y la espada, 1999.
- Sonetos de amor, 2002.
- Jarramplas, 2005.
- El sitarista de Jaisalmer y otros cuentos desconcertantes I (2008)
- Cuentos desconcertantes II: Los invisibles (2008).
- Per Versum" (2014)
- Venice without you / Venecia sin ti (2014) (edición bilingüe inglés /español)
- Bienvenida (2017)
- Cuentos desconcertantes III: Nilo, el viaje secreto (2019)
- Hijos de Sangre (2019)
- Cuentos desconcertantes I, II y III (pack) (3 volúmenes) (2021)
- FACES OF THE WORLD/CARAS DEL MUNDO/JUAN KAM, (fotografía), 2023 (edición bilingüe inglés/ español)
- EJERCICIOS DE ESTILO (2025)

En estremeño ha cultivado el relato breve, la novela y la poesía, el ensayo y la investigación lingüística).
- El Corazón y la Espada, 1999
- Marabajas, 2002.
- La mardición de Marián (incluido en Cuentos desconcertantes III), 2003 y 2021.
- Per Versum, 2014
- Bienvenida, 2017
- Hijos de Sangre, 2019 y 2021
- DICCIONARIO EXTREMEÑO (2 volúmenes), 2024
- MARABAJAS (Segunda Edición) 2025

## Premios y reconocimientos
- Premio Gabriel y Galán de Poesía.
- Premio Luis Chamizo de Poesía.
- Premio de Poesía Ateneo de Madrid 1.º de Mayo.